# Hana Pospíšilíková
Hana Pospíšilíková (* 22. června 1965 Prostějov) je česká podnikatelka, ekonomka a folkloristka, od roku 2006 předsedkyně Hanáckého folklorního spolku (dříve sdružení), od března 2023 emeritní předsedkyně Hanáckého folkorního spolku.

## Život
V letech 1980 až 1982 studovala Gymnázium Jiřího Wolkera v Prostějově, úplné středoškolské vzdělání získala v letech 1983 až 1987 na Střední hotelové škole ve Velkém Meziříčí. Následně v letech 1988 až 1993 absolvovala obor národohospodářské plánování na ekonomické fakultě Vysoké školy báňské v Ostravě, kde získala titul Ing.
Od roku 1996 samostatně podniká jako finanční zprostředkovatel a realitní makléř. Od roku 2006 je předsedkyní Hanáckého folklorního spolku, který sdružuje národopisné taneční soubory a muziky z etnografického regionu Haná. Od roku 2013 je ředitelkou folklorního festivalu Setkání Hanáků. V roce 2021 obdržela cenu Křesadlo za významné dobrovolnické aktivity na území Olomouckého kraje v kategorii spolková a komunitní činnost. V 2024 obdržela Cenu veřejnosti Olomouckého kraje za výjimečný počin v oblasti kultury.
Angažuje se nejen jako podporovatelka české, moravské a slezské tradiční lidové kultury, ale také ve veřejném životě a v místních komunitách nad tématy životního prostředí nebo občanského soužití. V březnu 2023 se stala emeritní předsedkyní Hanáckého folklorního spolku.
Ve volbách do Senátu PČR v roce 2024 kandidovala jako nestranička za KDU-ČSL v obvodu č. 62 – Prostějov. Se ziskem 11,93 % hlasů skončila na 5. místě a nepostoupila tak do druhého kola.
Žije v Kralicích na Hané, je vdaná a má dvě děti.